# Amerikaanse auto in 1950
Dit artikel geeft een overzicht van alle Amerikaanse personenwagens geproduceerd in 1950 door een significante autoconstructeur. De auto's staan alfabetisch gerangschikt per merk. Hier staan enkel Amerikaanse merken, ongeacht of ze eigendom zijn van een niet-Amerikaans concern. Ook gaat het om constructeurs die algemeen bekend zijn met auto's die algemeen voor het publiek verkrijgbaar zijn. 
| Buick |                  | concern:               | General Motors Verenigde Staten |
| Buick | divisie:         |                        |                                 |
| Buick | merk:            | Buick Verenigde Staten |                                 |
| Buick | model:           | Series 40 /50/70       |                                 |
| Buick | einde productie: | 1953                   |                                 |
| Buick | productieaantal: | 1.880.252              |                                 |

| Chevrolet |                  | concern:                   | General Motors Verenigde Staten |
| Chevrolet | divisie:         |                            |                                 |
| Chevrolet | merk:            | Chevrolet Verenigde Staten |                                 |
| Chevrolet | model:           | Bel Air                    |                                 |
| Chevrolet | einde productie: | 1954                       |                                 |
| Chevrolet | productieaantal: | ?                          |                                 |

| DeSoto |                  | concern:                | Chrysler Verenigde Staten |
| DeSoto | divisie:         |                         |                           |
| DeSoto | merk:            | DeSoto Verenigde Staten |                           |
| DeSoto | model:           | Custom                  |                           |
| DeSoto | einde productie: | 1950                    |                           |
| DeSoto | productieaantal: | ?                       |                           |

| Hudson |                  | concern:                | Onafhankelijk |
| Hudson | divisie:         |                         |               |
| Hudson | merk:            | Hudson Verenigde Staten |               |
| Hudson | model:           | Pacemaker               |               |
| Hudson | einde productie: | 1951                    |               |
| Hudson | productieaantal: | ?                       |               |